# Meeldraaddrager
De meeldraaddrager of androfoor is een steeltje waar de meeldraad op staat ingeplant. Hierdoor staat de meeldraad hoger dan de inplantingsplaats van de andere bloemonderdelen.
Soorten uit de onderklasse Rosidae hebben bloemen met een meeldraaddrager. De androfoor komt alleen voor bij eenslachtige, mannelijke bloemen, zoals bij de Knema globularia (synoniem: Myristica corticosa). Bij tweeslachtige bloemen wordt de androgynofoor, zoals bij de Passiflora kermesina, vaak ook een androfoor genoemd.  Een androgynofoor is een steel (zuil), waarop zowel de meeldraden als de stamper staan ingeplant.
De bloembodem of bloemas (receptaculum) is het al of niet verbrede eind van de bloemsteel of stengel, waarop alle delen van de bloem staan ingeplant. In de regel is dit stengeldeel zo kort, dat de leden en de knopen niet te onderscheiden zijn. Als het stengellid tussen de bloemkroon en de meeldraden verlengd is, noemt men dit verlengde gedeelte de meeldraaddrager of androfoor.

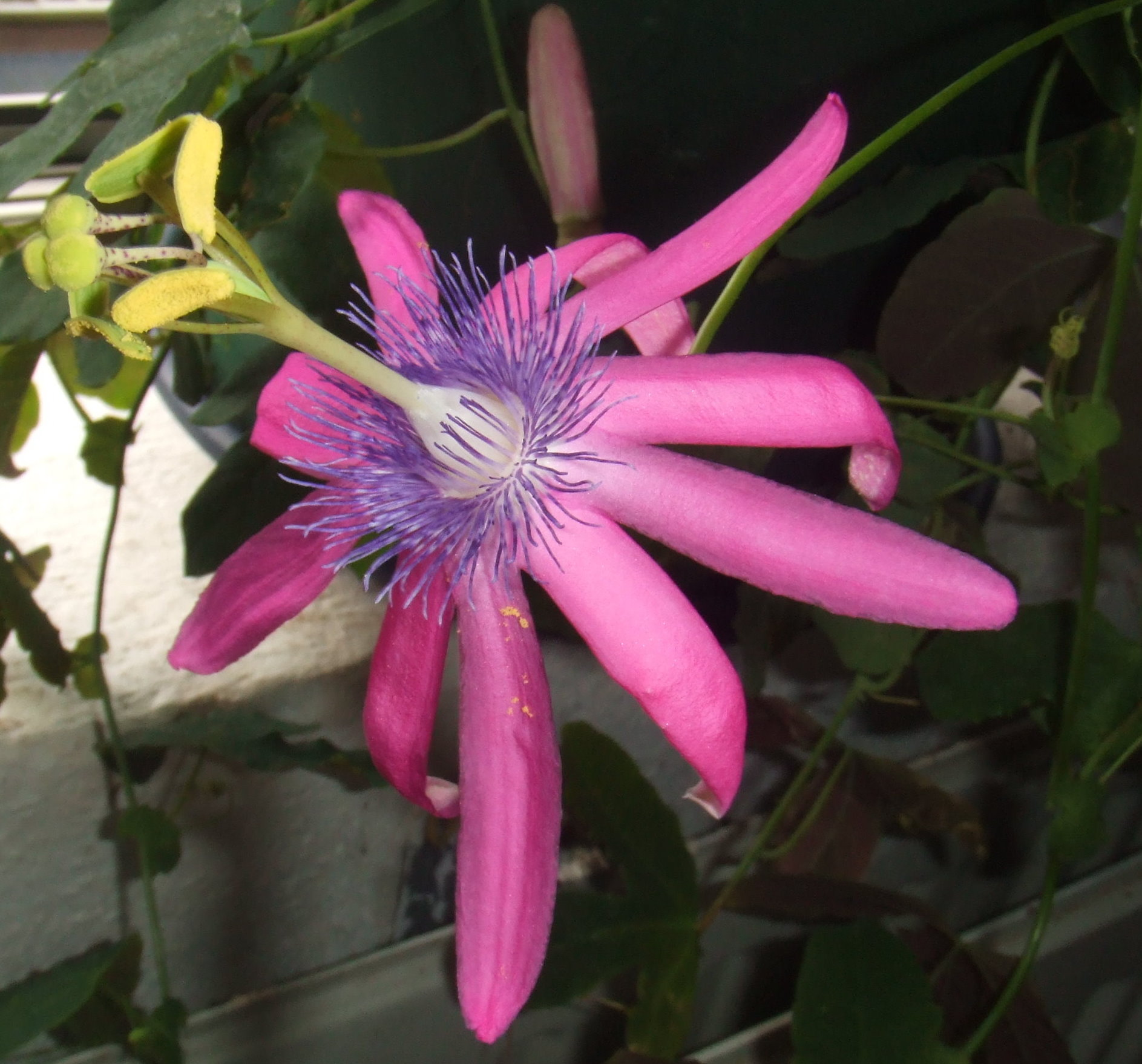
Androgynofoor bij Passiflora kermesina

Stamperdrager of gynofoor
Androgynofoor
Anthofoor
Meeldraaddrager of androfoor
Een gesteeld vruchtbeginsel (carpofoor en stempelvoet)